# Мідзушіма Коїчі (науковець)
Коїчі Мідзушіма (яп. 水島公一, Mizushima Kōichi, нар. 30 січня, 1941) — японський дослідник, відомий завдяки відкриттю оксиду кобальту літію (LiCoO2), що послужило створенню матеріалів для літій-іонного акумулятора. Працівник Токійського університету, раніше працював у компанії Toshiba.

## Рання кар'єра
Коїчі Міцусіма пройшов стажування фізика в Токіоському університеті і отримав ступінь доктора фізики, далі там же працював 13 років на кафедрі фізики. 1977 року на запрошення професора Джона Гудінафа поаїхав працювати на кафедру неорганічної хімії в Оксфордському університеті науковим співробітником. Під час перебування (1977—1979) в Оксфорді доктор Міцусіма разом з Джоном Гудінафом відкрив LiCoO2 та споріднені сполуки, які зараз використовуються для катодів у літій-іонних батареях. Згодом продовжив працювати в Toshiba.

## Визнання
- 1999 — Меморіальна премія Като
- 2007 — науковий співробітник Японського товариства прикладної фізики
- 2016 — премія NIMS (Національний інститут матеріалознавства)[4]
- 2019 — спеціальна премія президента Токіойського університету[5]